# マドルッツォ
マドルッツォ（イタリア語: Madruzzo）は、イタリア共和国トレンティーノ＝アルト・アディジェ州トレント自治県にある、人口約2,900人の基礎自治体（コムーネ）。
2016年1月1日にカラヴィーノとラジーノが合併して発足した。

## 地理

### 位置・広がり

#### 隣接コムーネ
隣接するコムーネは以下の通り。括弧内のBZはボルツァーノ自治県所属を示す。
- カヴェーディネ
- コマーノ・テルメ (ロマーゾ)
- ドロ
- サン・ロレンツォ・ドルシーノ (サン・ロレンツォ・イン・バナーレ)
- トレント
- ヴァッレラーギ (パデルニョーネ、ヴェッツァーノ)

## 行政

### 分離集落
マドルッツォには、以下の分離集落（フラツィオーネ）がある。
- Calavino, Lagolo, Lasino (sede comunale), Pergolese, Sarche